# Симпатричне видоутворення
Симпатричне (екологічне) видоутворення пов'язане з розбіжністю за екологічними ознаками груп особин одного виду, що мешкають на одному ареалі. При цьому особини з проміжними характеристиками виявляються менш пристосованими. Групи, що розходяться, формують нові види.
1. Симпатричне видоутворення може відбуватися декількома способами. Один з них — виникнення нових видів при швидкій зміні каріотипу шляхом поліплоїдизації. Відомі групи близьких видів, зазвичай рослин, з кратним числом  хромосом.
2. Інший спосіб симпатричного видоутворення — гібридизація з подальшим подвоєнням числа хромосом. Зараз відомі чимало видів, гибридогенне походження і характер геному яких може вважатися експериментально доведеним.
3. Третій спосіб симпатричного видоутворення — виникнення репродуктивної ізоляції особин усередині спочатку єдиної популяції в результаті фрагментації або злиття хромосом і інших хромосомних перебудов. Цей спосіб поширений як у рослин, так і у тварин.

Класичним прикладом симпатричного видоутворення є цихліди озер Камеруну.
Особливістю симпатричного шляху видоутворення є те, що він приводить до виникнення нових видів, завжди морфологічно близьких до початкового виду. Лише у разі гибридогенного виникнення видів з'являється нова видова форма, відмінна від кожної з батьківських.
Але нині сама можливість видоутворення без просторової ізоляції (у тому числі і симпатричного) є дискусійною. Детальніший, ніж це було зроблено раніше, молекулярно-генетичний аналіз показав, що симпатричне видоутворення щонайменше не відігравало значної ролі в еволюції камерунських цихлід.

## Виноски
1. ↑  Опаев А. Классический пример симпатрического видообразования — цихлиды озер Камеруна — подвергнут сомнению. Архів оригіналу за 19 липня 2015. Процитовано 17 липня 2015.
2. ↑   Christopher H. Martin, Joseph S. Cutler, John P. Friel, Cyrille Dening Touokong, Graham Coop and Peter C. Wainwright. Complex histories of repeated gene flow in Cameroon crater lake cichlids cast doubt on one of the clearest examples of sympatric speciation // Evolution. — 2015. — Vol. 69, No 6. — P. 1406–1422.